# 幽☆遊☆白書 (ゲームボーイ)
『幽☆遊☆白書』（ゆうゆうはくしょ）は1993年7月23日にトミーから発売されたゲームボーイ用ゲームソフトである。

## 概要
週刊少年ジャンプで連載されていた同名の漫画・アニメを原作とするゲームボーイ作品第1弾で、シリーズ初のゲーム作品でもある。
本作品におけるストーリーは、乱童編（大選考会）と朱雀編（迷宮城）がメインとなる。

## キャラクター

### プレイヤーキャラクター
浦飯幽助
桑原和真
蔵馬
ストーリーモードでは迷宮城編のみ登場。
飛影
蔵馬と同じく、ストーリーモードでは迷宮城編のみ登場。

### CPU専用キャラクター
武蔵
牙野
風丸
少林
乱童
少林の正体で、大選考会編の最終ボス。
玄武
分身妖獣
白虎の分身。
白虎
青龍
朱雀
四聖獣のリーダーで、迷宮城編の最終ボス。HARDモードでは2回戦うことになり、プレイヤーが幽助の場合は専用イベントが行われる。

### その他
ぼたん
ボーナスゲームと迷宮城編のプロローグに登場。
幻海
大選考会編のプロローグとエピローグに登場。
戸愚呂弟、戸愚呂兄
迷宮城編のエピローグにて、シルエットのみ登場（HARDモードのみ）。

## ゲームボーイのシリーズ作品
- 幽☆遊☆白書 第2弾 暗黒武術会編
- 幽☆遊☆白書 第3弾 魔界の扉編
- 幽☆遊☆白書 第4弾 魔界統一編